# Rikidōzan
Mitsuhiro Momota (jap. 猪木 寛至 Momota Mitsuhiro; ur. 14 listopada 1924 w Hamgyŏngu Południowym, zm. 15 grudnia 1963) – koreański i japoński wrestler, założyciel organizacji wrestlingu Japanese Wrestling Association oraz zapaśnik sumo, lepiej znany pod swoim shikona i pseudonimem ringowym jako Rikidōzan (jap. 力道山 Rikidōzan). Uważany jest za pioniera japońskiego wrestlingu i pierwszego bohatera kulturowego Japonii, stworzonego przez telewizję.

## Młodość
Urodził się 14 listopada 1924 jako Kim Sin-rak (kor. 김신락 gimsinlag) w Hamgyŏngu Południowym w Generalnym Gubernatorstwie Korei. We wczesnym dzieciństwie został adoptowany przez japońską rodzinę, żyjącą w japońskiej Prefekturze Nagasaki. Chcąc uniknąć szerzących się anty-koreańskich uprzedzeń w Japonii, przejął nazwisko swojej nowej rodziny i odtąd nazywał się Mitsuhiro Momota (jap. 猪木 寛至 Momota Mitsuhiro).
Adoptowana rodzina później się go wyrzekła, nie akceptując podjęcia przez niego kariery wrestlerskiej.

## Kariera zapaśnika sumo
Zaczął trenować sumo jako nastolatek. Debiutował w wieku 15 lat i wtedy przyjął pseudonim (shikona) Rikidōzan (jap. 力道山 Rikidōzan), który nosił do końca życia. Zakwalifikował się do dywizji Sekiwake. Przeszkodzono mu w osiągnięciu najwyższej rangi, czyli yokozuna, z powodu jego koreańskiego pochodzenia i przywiązania wielu Japończyków do nacjonalistycznych tradycji.

## Kariera wrestlerska
Nie będąc zdolny do większych osiągnięć w karierze sumo z przyczyn politycznych, w październiku 1951 powiązał swoją karierę z nową i mniej prestiżową wówczas amerykańską formą rozrywki sportowej, jaką był wrestling. Większość wrestlerów, występujących w tym czasie w Japonii była Amerykanami. Promotorzy postanowili wykorzystać antyamerykańskie nastroje, które nasiliły się po II Wojnie Światowej i wykreowali Rikidōzana na bohatera, który pokonywał zagranicznych wrestlerów, kreowanych na czarne charaktery. Ten zabieg odniósł wielki sukces. Dzięki niemu wrestling w Japonii stał się bardziej popularny i dochodowy. Gdy Rikidōzan zebrał wystarczające środki finansowe, założył pierwszą japońską rodzimą organizację wrestlingu, Japanese Wrestling Association. Przypisuje mu się także wykreowanie przyszłych gwiazd japońskiego wrestlingu, Giant Baby i Antonio Inokiego.
Rikidozan występował także w Stanach Zjednoczonych, gdzie jak większość japońskich promotorów, był portretowany jako czarny charakter. 6 października 1957 zmierzył się z mistrzem NWA World Heavyweight Lou Theszem. Ich pojedynek zakończył się remisem po 60 minutach. Walka była oglądana na 87% odbiornikach telewizyjnych w całej Japonii. Dziennikarz wrestlingowy Dave Meltzer nazwał Rikidozana pierwszym stworzonym przez telewizję bohaterem kulturowym Japonii.

## Inne przedsięwzięcia
W latach 60. XX wieku przeznaczył środki, które zarobił jako wrestler, aby otworzyć sieć hoteli, klubów nocnych i innych zakładów.

## Śmierć i upamiętnienie

Grób Rikidōzana

8 grudnia 1963, w łazience posiadanego przez siebie klubu nocnego New Latin Quarter w Tokio, Rikidōzan został zraniony nożem moczonym w urynie przez członka yakuzy Katsushi Muratę. Wrócił do domu, gdzie został opatrzony. Później Murata odwiedził go i złożył głębokie przeprosiny, które Rikidōzan przyjął. Wrestler zmarł tydzień później na zapalenie otrzewnej. Murata został skazany na 7 lat więzienia za swój czyn. Po wyjściu na wolność został szefem gangu i w każdą rocznicę śmierci Rikidōzana składał przeprosiny rodzinie zmarłego i odwiedzał jego grób, aby wyrazić szacunek. Murata był rywalem Nicka Zapetti, który pomógł sfinansować organizację wrestlingu Rikidōzana.
Rikidōzan został pochowany na cmentarzu Honmon-ji Temple Cemetery w Tokio i pośmiertnie wprowadzony do czterech galerii sławy: Wrestling Observer Newsletter Hall of Fame w 1996, Professional Wrestling Hall of Fame and Museum w 2006, NWA Hall of Fame w 2011 i WWE Hall of Fame w 2017.

## Mistrzostwa i osiągnięcia
- Japan Pro Wrestling Alliance

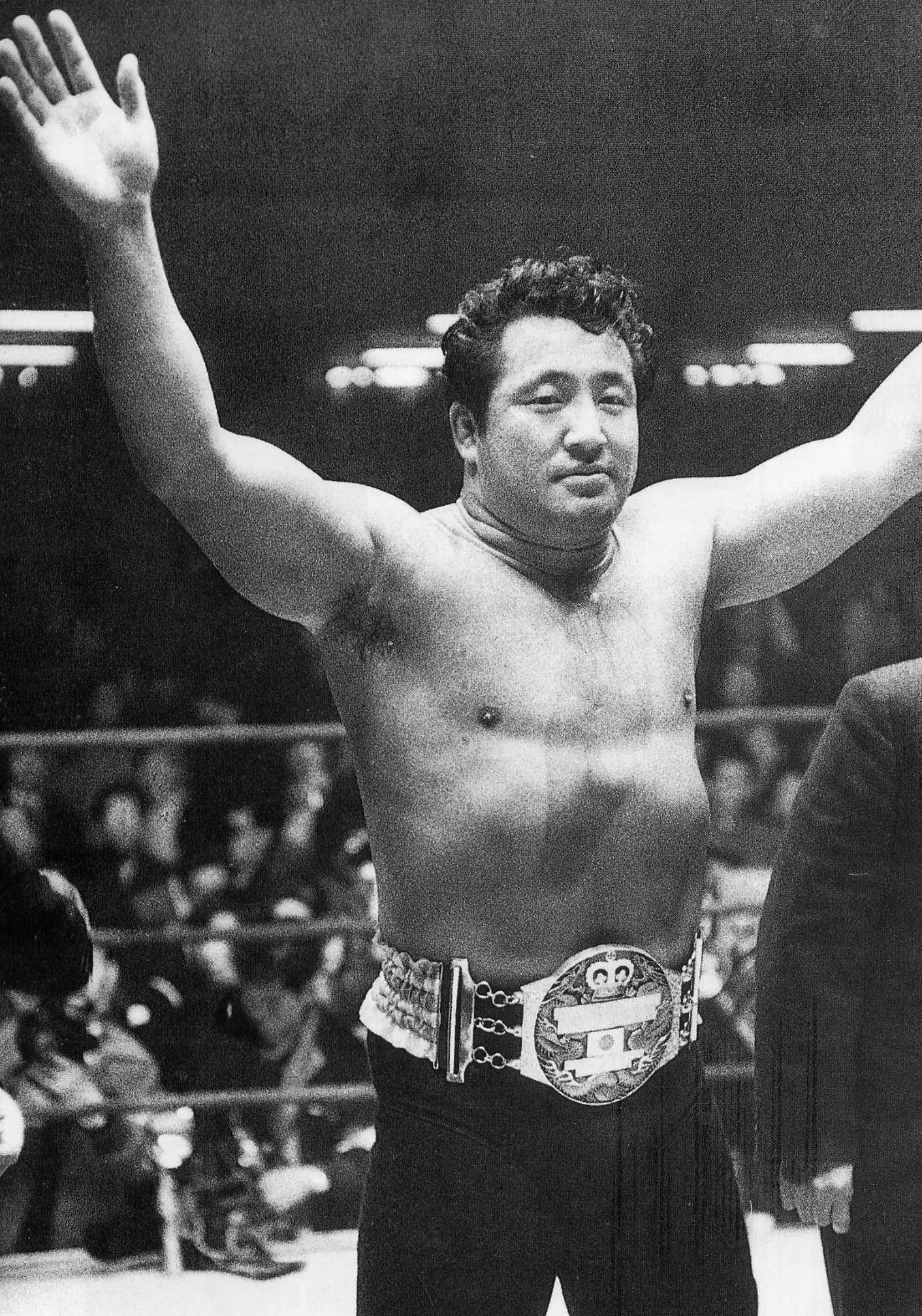
Rikidōzan z pasem mistrzowskim Japanese Heavyweight Championship

  - All Asia Heavyweight Championship (1 raz)
  - All Asia Tag Team Championship (4 razy) – z Toyonobori
  - Japanese Heavyweight Championship (1 raz)
  - NWA International Heavyweight Championship (1 raz)
- Mid-Pacific Promotions
  - NWA Hawaii Tag Team Championship (3 razy) – z Kokichi Endo (1 raz), Azamafuji (1 raz) i Bobby Bruns (1 raz)
- National Wrestling Alliance San Francisco
  - NWA Pacific Coast Tag Team Championship (1 raz) – z Dennisem Clary
  - NWA World Tag Team Championship (1 raz) – z Kokichi Endo
- World Wrestling Alliance
  - WWA World Heavyweight Championship (1 raz)[1]
- National Wrestling Alliance
  - NWA Hall of Fame (2011)
- Professional Wrestling Hall of Fame and Museum
  - Wprowadzony w 2006[11]
- World Wrestling Entertainment
  - WWE Hall of Fame (2017)
- Wrestling Observer Newsletter
  - Wrestling Observer Newsletter Hall of Fame (1996)[1]